# Adapiformes
Els adapiformes (Adapiformes) són un grup extint de primats primitius. El seu àmbit de distribució s'estenia per gran part de l'hemisferi nord i també arribaren al sud d'Àfrica i l'Àsia tropical. Els adapiformes visqueren entre l'Eocè i el Miocè. La majoria d'ells s'assemblaven als lèmurs d'avui en dia.
Només se'ls coneix a partir de restes fòssils. S'ha discutit si formen un grup monofilètic o un de parafilètic. Si es considera que formen un clade, se'ls sol classificar dins el subordre dels estrepsirrins (cosa que en faria parents dels lèmurs).